# Charles Yale Knight

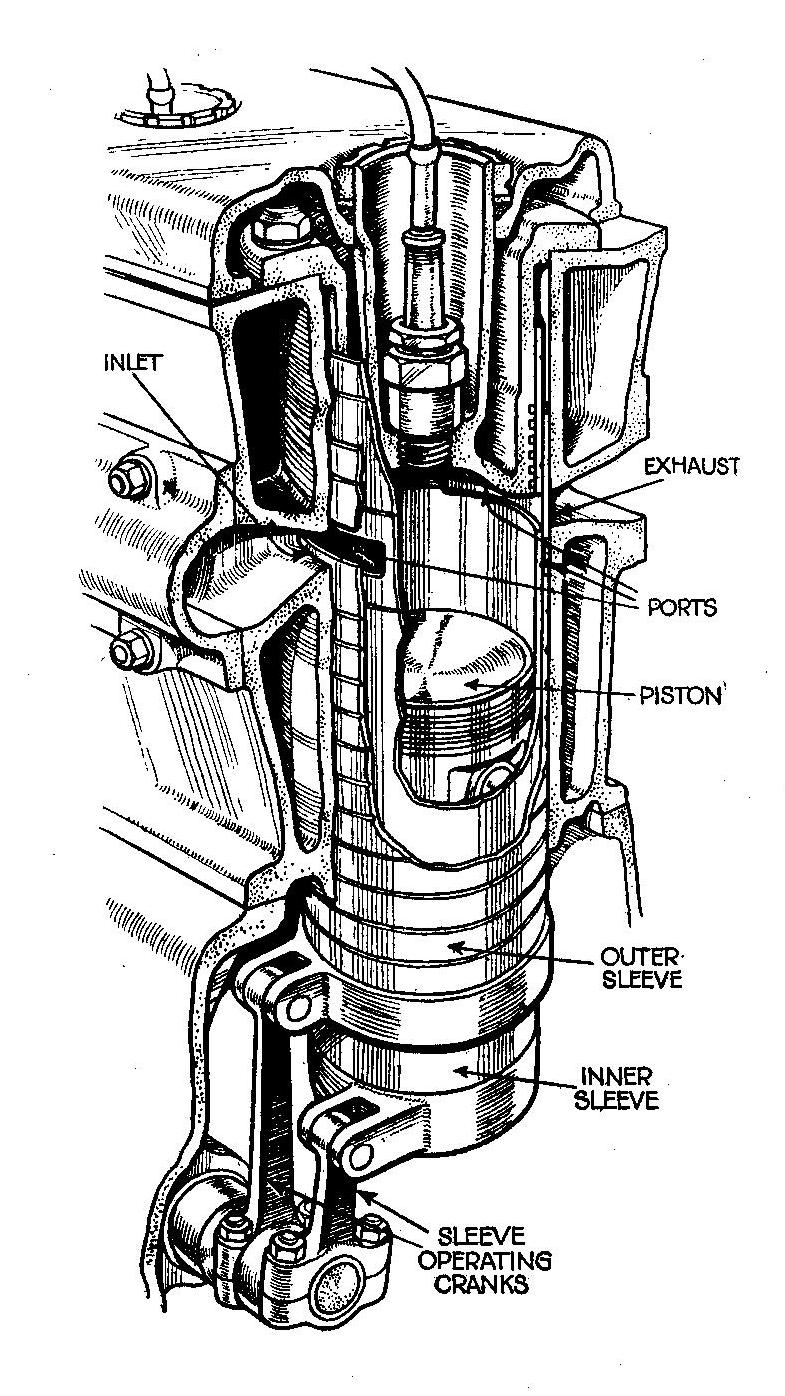
Schiebermotor

Charles Yale Knight (* 1868 in Salem, Indiana, USA; † 1940) wurde bekannt als Erfinder des Schiebermotors, der nach ihm „Knight-Motor“ benannt wurde.
Er war Journalist und Drucker und arbeitete für den „Minneapolis Tribune“. 1894 zog er nach Chicago um und gründete das Magazin „Dairy Produce“.

## Der Weg zum Schiebermotor
1901 kaufte er als erstes Auto das 15. Exemplar des Waterless Knox, war aber damit nicht zufrieden, da er den luftgekühlten Motor als zu laut befand. Einige Jahre später kaufte er sich einen Searchmont, ein Auto einer Firma, die zu diesem Zeitpunkt bereits in Konkurs war. So ärgerte es ihn besonders, dass an dessen Motor gerne die Ventilfedern brachen.
So begann Knight, nach einem ruhig laufenden Verbrennungsmotor ohne die Probleme, wie sie Hubventile verursachen, zu forschen. Dabei erinnerte er sich an die Dampfmaschine seines Vaters, die dessen Sägemühle antrieb. Den Hülsenschieber zum Umleiten des Dampfes wollte er auch für seinen neuen Motor nutzen. Seine Versuche wurden von dem Kaufmann Lyman Bernard Kilbourne aus Chicago finanziert. 1904 hatte er einen Motor entwickelt, dessen Kolben von je zwei konzentrischen, mit Schlitzen versehenen Hülsenschiebern umgeben waren, die so von der seitlich eingebauten Exzenterwelle gesteuert wurden, dass sie den Ein- und Austritt der Verbrennungsgase in die Zylinder steuerten. In den Zentren der halbkugelförmigen Brennräume befanden sich die Zündkerzen. Alle bewegten Teile waren ölgeschmiert und alle Bewegungen liefen gleichförmig ohne Stöße ab, wodurch der Motor sehr leise lief. Im Oktober war der Vierzylindermotor mit 2.523 cm³ Hubraum fertig und wurde in Knights Searchmont eingebaut.
Amerikas Autoindustrie war an dem neuen Motor allerdings weniger interessiert, da man zu dieser Zeit mit der Fertigung konventionell angetriebener Fahrzeuge kaum die Bestellungen der Kunden befriedigen konnte und daher keine Veranlassung sah, sich auf die neue Technik einzulassen. Dennoch konnten bis 1907 38 Garford-Fahrgestelle mit dem neuartigen Motor ausgerüstet werden. Diese Fahrzeuge erregten in der Öffentlichkeit großes Erstaunen wegen ihrer geringen Fahrgeräusche: Die Leute sagten, sie rollten wie Gummibälle die Straßen entlang.
Als einer der ersten Interessenten für eine Fertigungslizenz meldete sich die Daimler-Motoren-Gesellschaft in Stuttgart, die den „Silent Knight“ dann weiterentwickelte. Aber auch Panhard & Levassor und Hotchkiss in Frankreich, Minerva in Belgien, Laurin & Klement in Österreich-Ungarn und andere Firmen fertigten diese Motoren in Lizenz.